# رجینالد جوزف میچل
رجینالد جوزف میچل (انگلیسی: R. J. Mitchell; ۲۰ may ۱۸۹۵ – ۱۱ ژوئن ۱۹۳۷) مهندس، و طراح هواپیمای اهل بریتانیا بود. وی از طراحان شرکت سوپرمارین بود.
همچنین وی برندهٔ جوایزی همچون نشان امپراتوری بریتانیا شده‌است.